# Tõnis Lukas

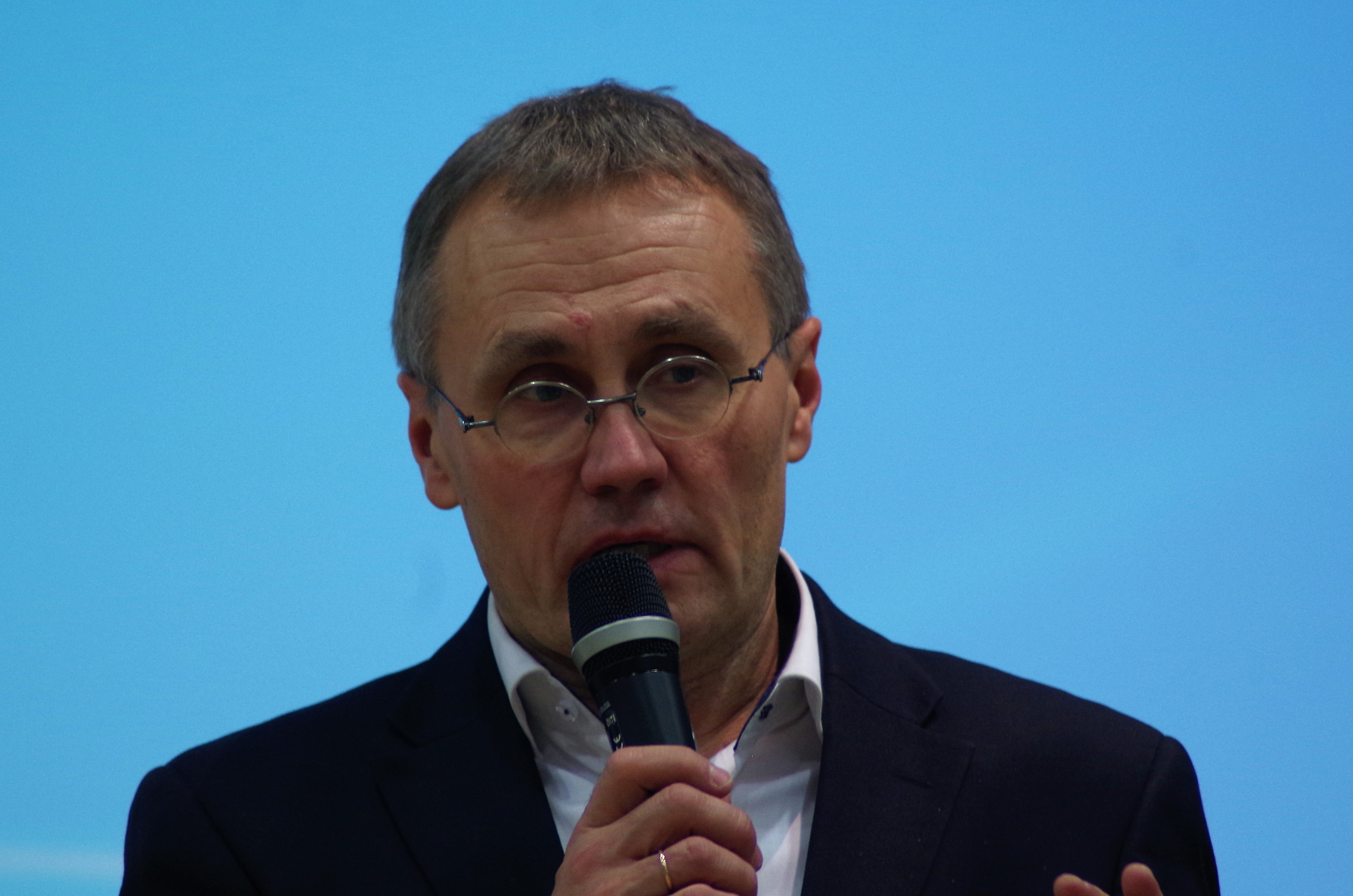
Tõnis Lukas (2018)

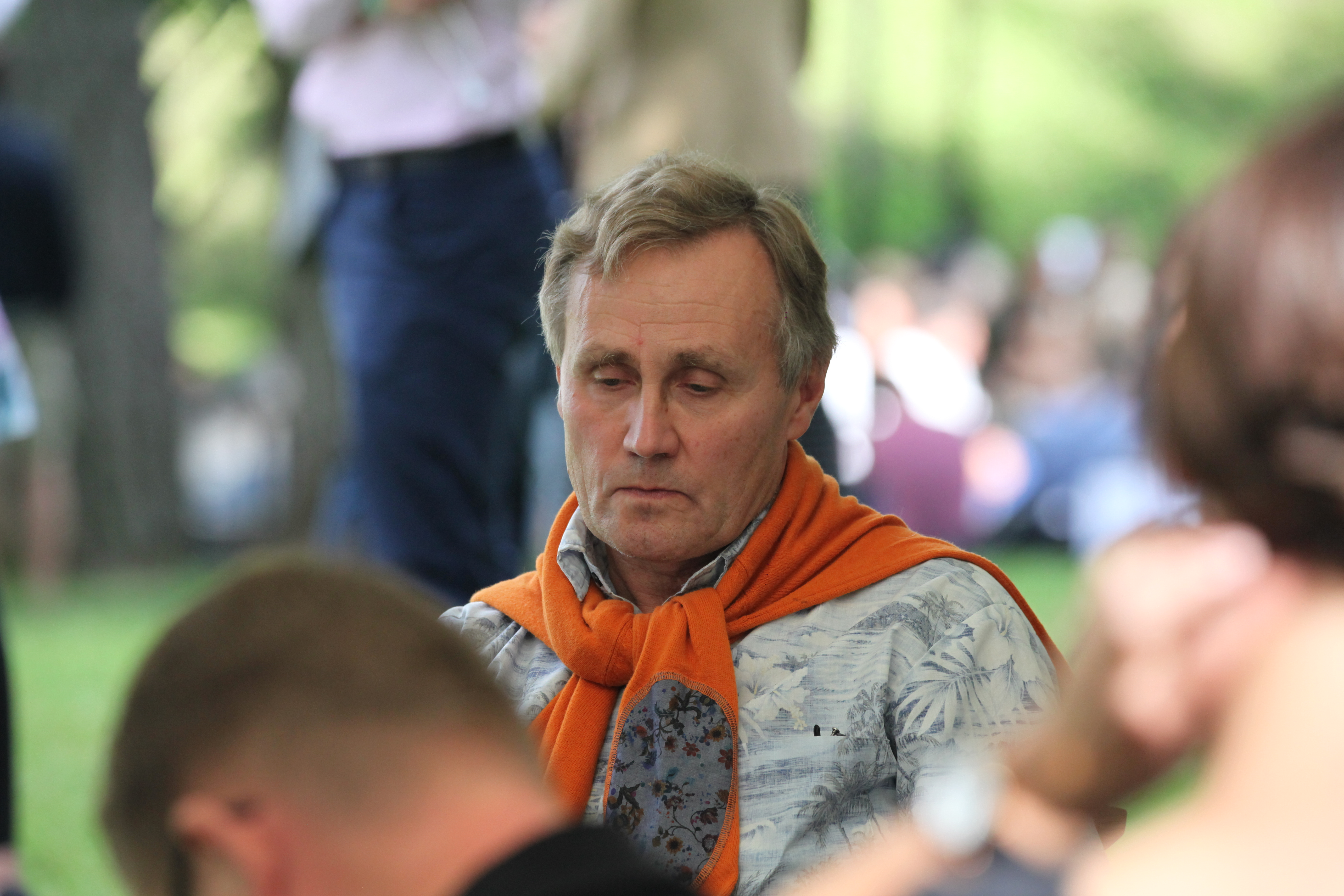
Tõnis Lukas (2021)

Tõnis Lukas (* 5. Juni 1962 in Tallinn) ist ein estnischer Politiker. Vom 18. Juli 2022 bis 11. April 2023 war er Minister für Bildung und Wissenschaft seines Heimatlandes.

## Leben

### Frühe Jahre
Tõnis Lukas schloss 1980 das Gustav-Adolf-Gymnasium in Tallinn (damals 1. Tallinner Mittelschule) ab. Danach besuchte er eine Berufsschule für Automechaniker. Von 1981 bis 1987 studierte er Geschichte an der Universität Tartu. Von 1987 bis 1989 war er als Lehrer in Rõngu angestellt. 1989 bis 1992 ging er als Dozent für Geschichte an die Universität Tartu zurück.
Ab 1988 wurde Tõnis Lukas politisch gegen die sowjetische Besatzungsmacht aktiv. Er forderte den Abzug der sowjetischen Truppen aus Estland, die Wiederherstellung der estnischen Unabhängigkeit und trat für Menschenrechte, Demokratie und Marktwirtschaft ein. Bekannt wurde er als Organisator der oppositionellen "Tartuer Tage des Denkmalschutzes". 

### Politik
Im Jahr 1992 wurde Tõnis Lukas Mitglied der christdemokratischen Partei Isamaaliit (Vaterlandsunion) und zog in den Stadtrat von Tartu ein. Von 1992 bis 1995 war er Leiter des Estnischen Nationalmuseums (Eesti Rahva Muuseum) in Tartu. Im Jahr 1995 wurde er erstmals ins estnische Parlament (Riigikogu) gewählt und war von da an als Berufspolitiker tätig. 
In den Jahren 1996/97 war Lukas Oberbürgermeister der Stadt Tartu, danach von 1999 bis 2002 estnischer Bildungsminister im Kabinett von Ministerpräsident Mart Laar. Von 2002 bis 2007 war er erneut Abgeordneter im estnischen Parlament. Im April 2005 wurde er als Nachfolger von Tunne Kelam zum Parteivorsitzenden der Isamaaliit gewählt. Seit deren Fusion mit der Res Publica im Jahr 2006 gehört er der aus der Fusion hervorgegangenen Mitte-Rechts-Partei Isamaa (vormals Isamaa ja Res Publica Liit) an.
Von April 2007 bis April 2011 war Lukas im Kabinett von Ministerpräsident Andrus Ansip Minister für Bildung und Forschung. Bei der Parlamentswahl 2011 wurde er erneut als Abgeordneter in den Riigikogu gewählt, fand aber keine Verwendung als Minister mehr. Er verzichtete 2012 auf sein Abgeordnetenmandat und übernahm von 2013 bis 2018 erneut die Leitung des Estnischen Nationalmuseums.
Erst nach der Parlamentswahl 2019 kehrte er in die Politik zurück und wurde im April 2019 zum Kulturminister im Kabinett Ratas II berufen. Diesen Posten hatte er bis zur Ablösung des zweiten Kabinetts Ratas inne. Im Juli 2022 übernahm er den Posten des Ministers für Bildung und Wissenschaft im Kabinett K. Kallas II.

### Privates
Tõnis Lukas ist mit der Germanistin und Literaturwissenschaftlerin Liina Lukas verheiratet, die an der Universität Tartu lehrt. Das Paar hat drei Kinder (zwei Töchter und einen Sohn).